# Getijdenboek van Maria van Bourgondië

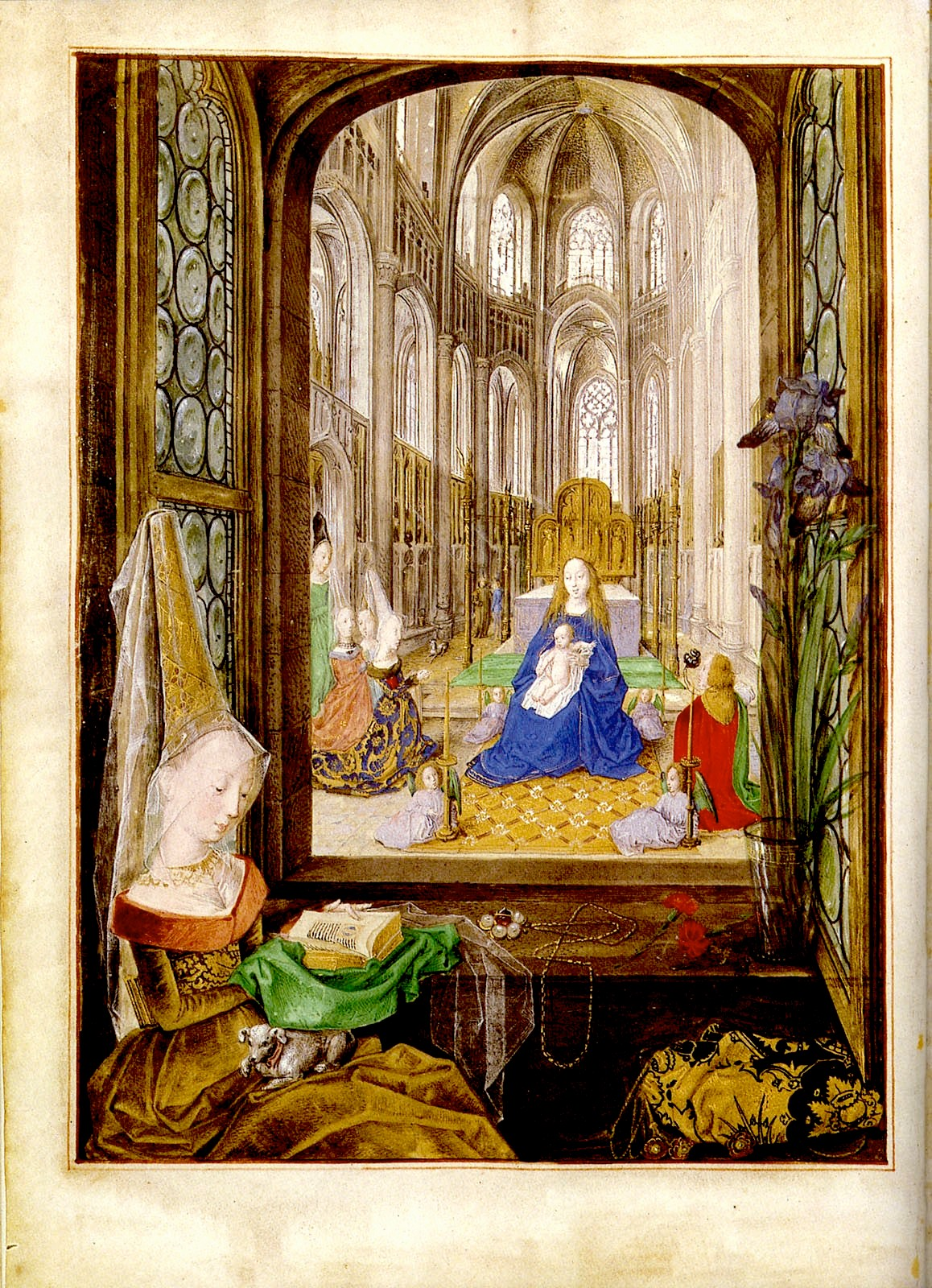
Getijdenboek van Maria van Bourgondië fol. 14v

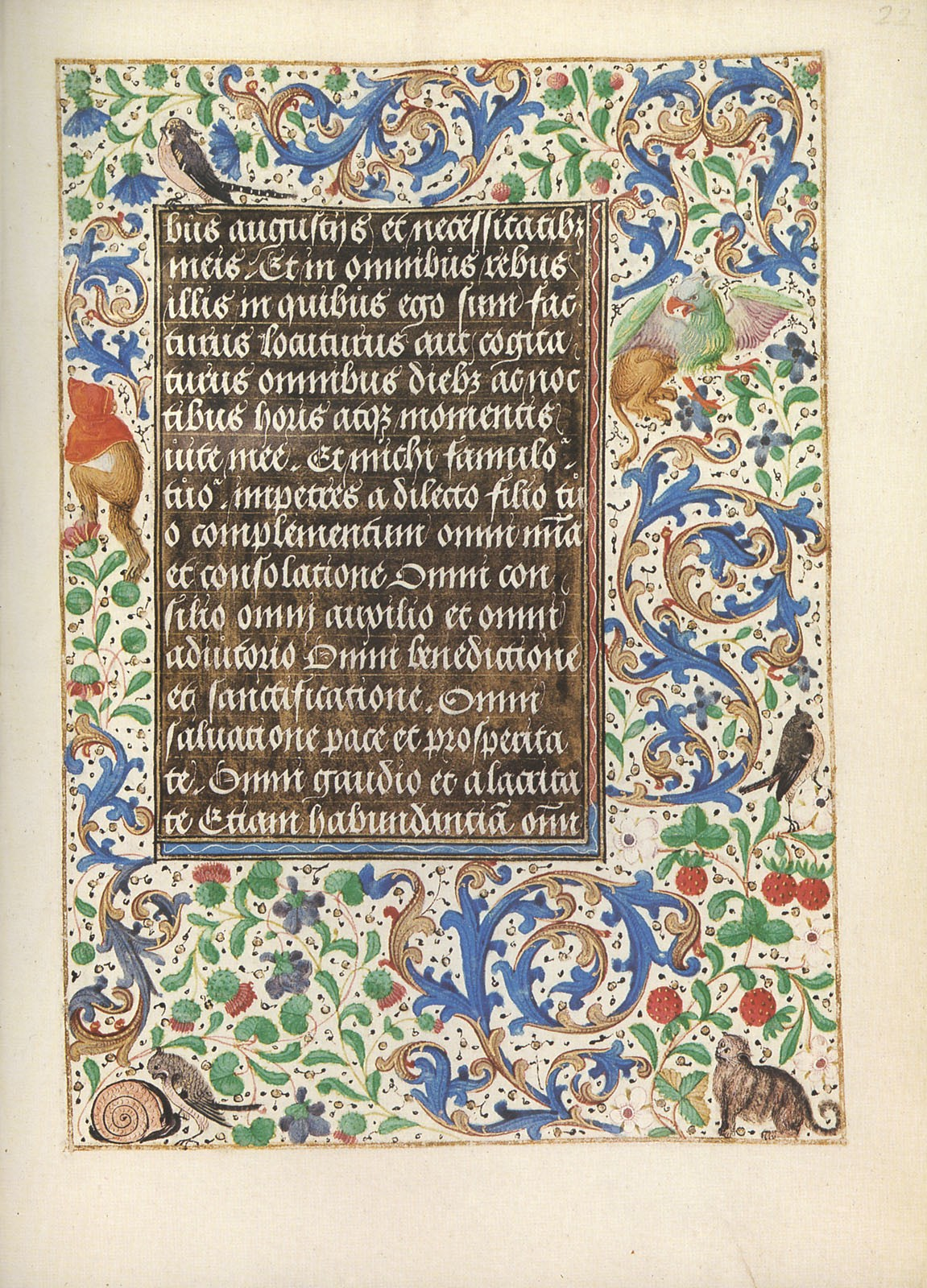
Zwarte tekstvelden (f22r)

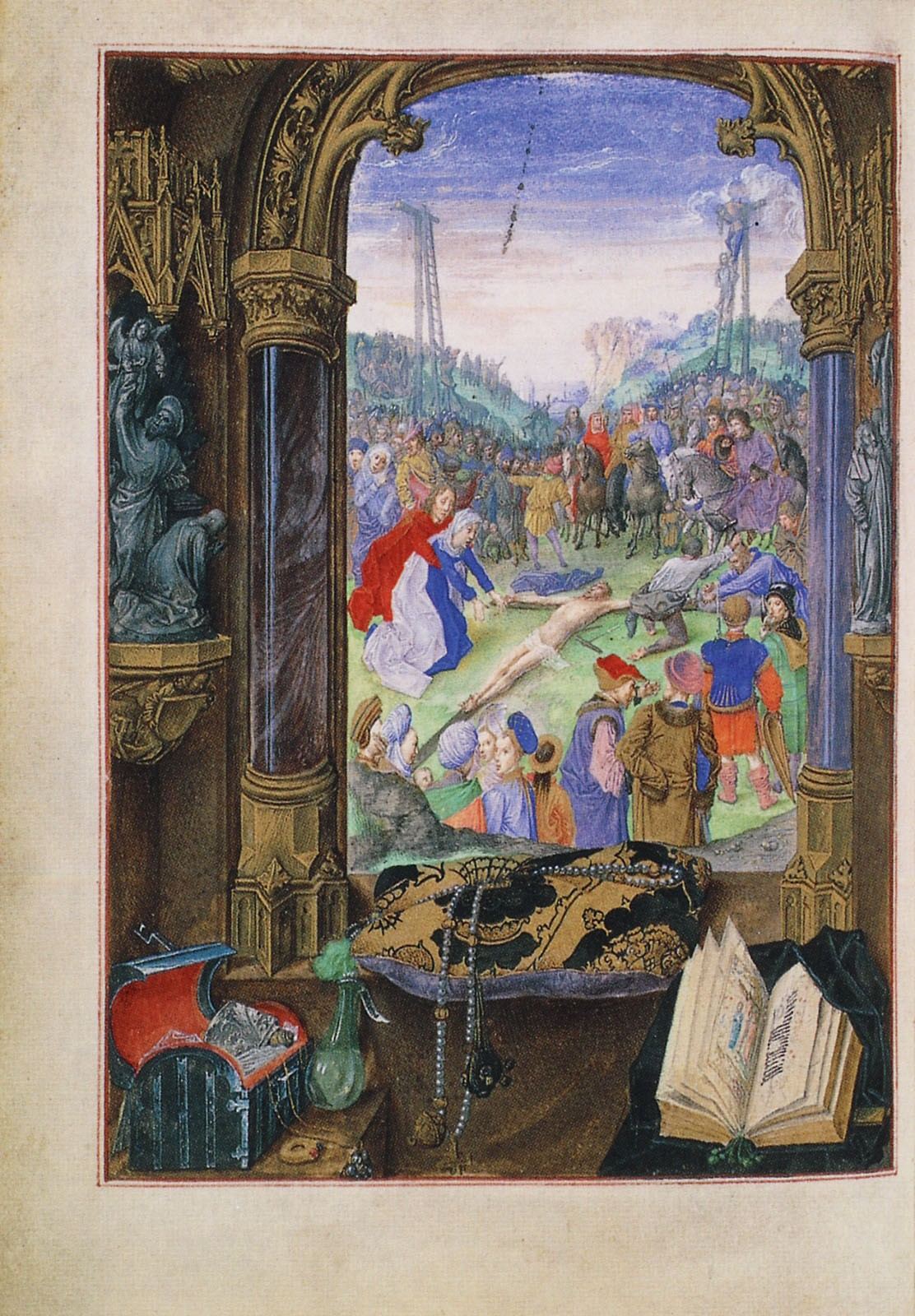
Kruisiging (f43v)

Het Getijdenboek van Maria van Bourgondië is een Latijns getijdenboek dat in het laatste kwart van de 15e eeuw in Vlaanderen werd gemaakt voor het Bourgondische hof. Het werd gemaakt voor Maria van Bourgondië, hoewel sommigen vooropstellen dat het zou gemaakt zijn voor de stiefmoeder van Maria, Margaretha van York (Smeyers 1985). Het handschrift wordt bewaard in de Österreichische Nationalbibliothek als Codex Vindobonensis 1857.

## Vormgeving
Het handschrift is geschreven op perkament. Het bevat 187 originele folio’s van 225 x 163 mm en 3 folios die achteraf zijn toegevoegd van 212 x 152mm. Weinig handschriften uit deze periode zijn zo rijkelijk versierd. Het handschrift bevat 20 volblad miniaturen, 14 kleine miniaturen, 24 kalenderbladen, 14 gehistorieerde initialen en 78 sierranden. Verder vindt men op elke bladzijde een rijkelijk uitgewerkte randversiering met talloze drôlerieën. De tekst is versierd met cadellen. Elke bladzijde heeft meerdere versierde initialen en elke lege regelruimte is met ranken- of bloemenmotieven opgevuld. De tekst is conform aan het gebruik van Rome.

## Geschiedenis
Het handschrift werd vervaardigd in Vlaanderen omstreeks 1475. Het bevat geen wapenschilden of andere gegevens die toelaten de eerste eigenaar met zekerheid te identificeren. Wel is zeker dat het in het bezit geweest is van keizer Matthias omdat zijn monogram is toegevoegd op folio 1 verso. Tussen 1721 en 1727 is het handschrift opgenomen in de keizerlijke bibliotheek in Wenen, waarschijnlijk uit het privé bezit van de Oostenrijkse Habsburgers (Unterkircher 1993). In 1809, na de Slag bij Wagram, hoort het bij de oorlogsbuit die door Napoleon mee naar Parijs wordt gevoerd, maar in 1815 na de Slag bij Waterloo komt het terug naar Oostenrijk.

## Miniaturisten
De verluchting wordt toegeschreven aan verschillende miniaturisten. De eerste is gekend onder de noodnaam 'Weense meester van Maria van Bourgondië'. Deze zou volgens sommigen kunnen geassocieerd worden met Nicolas Spierinc (Unterkircher 1993, p.25), anderen houden het bij een tot nu toe ongeïdentificeerde meester en verwerpen de Spierinc hypothese (Smeyers 1998 p.398). Wel zijn alle onderzoekers het erover eens dat de tekst, en de versiering ervan, het werk zou zijn van deze Nicolas Spierinc. Ook Lieven Van Lathem zou hebben bijgedragen aan de verluchting en zou naast 11 grote miniaturen en 11 kleine miniaturen, de auteur zijn van een groot deel van de drôlerieën in de ondermarge (Unterkircher 1993 p.26). Ook Simon Marmion en Willem Vrelant zouden elk een miniatuur hebben geleverd voor dit werk (Walther, Wolf 2005 p.366) (Unterkircher 1993).

## Uitvoering
De eerste folios (van folio 2 recto tot en met folio 34 verso) zijn uitgevoerd in de stijl van de ‘Zwarte Gebedenboeken’, ten minste gedeeltelijk. De tekstruimte is zwart gekleurd en voor de tekst is goud- en zilverkleurige inkt gebruikt. Er zijn zeven dergelijke handschriften bekend, ze stammen uit Vlaanderen, zijn gemaakt in het vierde kwart van de 15e eeuw en zijn verbonden met het Bourgondische hof (Smeyers 1998 p.371).

## De vensterminiatuur
De miniatuur op folio 14 verso is zeer bekend. Deze miniatuur, het werk van de anonieme meester, stelt het interieur van een gotisch kerkgebouw voor. Onze Lieve Vrouw zit op een troon met het kind op haar schoot. Aan haar rechterzijde knielt een edelvrouw voor haar. Dit zou Maria van Bourgondië zijn. Het revolutionaire van deze miniatuur is echter de rand. Daarin zien we een andere dame gezeten in haar privé vertrek aan een open venster dat uitgeeft op het kerkinterieur. Ze is aan het lezen in haar getijdenboek. Haar vinger wijst op de initiaal 'O' van het 'Obsecro te' of 'O intemerata' twee gebeden tot de Heilige Maagd die in de meeste Latijnse getijdenboeken voorkomen. Deze compositie is totaal nieuw en creëert een enorm diepteeffect. Men kan ze ook zien als een illustratie van het renaissance concept van een schilderij als een venster op de wereld. Dezelfde voor die tijd revolutionaire techniek wordt gebruikt op folio 43 verso.